# Draba laurentiana
Draba laurentiana là một loài thực vật có hoa trong họ Cải. Loài này được Fernald mô tả khoa học đầu tiên năm 1934.